# Бранко Шаліпур
Бранко Шаліпур (босн. Branko Šalipur, 8 квітня 1913, Сараєво — ?) — югославський футболіст, що грав на позиції нападника. Відомий виступами у складі клубів «Славія» (Сараєво) і «Желєзнічар» (Сараєво).

## Клубна кар'єра
Грав у складі футбольного клубу «Славія» (Сараєво), що виступав у вищому дивізіоні чемпіонату Югославії.
Фіналіст Зимового кубка 1939 року — передвісника кубка Югославії. Турнір проводився взимку 1938—1939 років. «Славія» перемогла загребські ХАШК (0:1, 3:0) і «Конкордію» (2:2, 2:0, забив обидва голи у другому матчі), а також пройшла в півфіналі «Граджянські» завдяки технічній перемозі. Фінальні матчі проти «Югославії» були зіграні через рік у січні 1940 року і принесли перемогу команді з Белграду — (1:5, 0:0). Бранко зіграв у всіх шести матчах турніру.
Став бронзовим призером чемпіонату Югославії у сезоні 1939–1940. 20 найсильніших команд були поділені на дві групи — сербську і хорватсько-словенську. «Славія» стала третьою у сербській лізі, а потім також посіла третє місце і у фінальному турнірі для шести команд. На рахунку Шаліпура 10 матчів у фінальному турнірі і 4 голи.
Завдяки третьому місцю у чемпіонаті, «Славія» отримала можливість виступити у престижному центральноєвропейському Кубку Мітропи 1940, у якому того року брали участь лише клуби з Угорщини, Югославії і Румунії, через початок Другої світової війни. У чвертьфіналі «Славія» зустрічалась з сильним угорським «Ференцварошем». В домашньому матчі команда з Сараєво сенсаційно перемогла з рахунком 3:0, завдяки голу Бранко Шаліпура на 9-й хвилині і двом голам найбільш відомого нападника клубу Милана Райлича. У матчі-відповіді лідер «Ференцвароша» Дьордь Шароші, який не грав у першій грі, забив 4 голи, а його команда перемогла з рахунком 11:1 і вийшла у півфінал.
Сезон 1940-41 грав у складі «Славії» в чемпіонаті Сербії, хоча саме місто Сараєво після окупації німецькими військами відійшло до складу Незалежної Держави Хорватія. Після 1941 року клуб «Славія» не був активним, а по закінченні війни був розформований соціалістичною владою.
Пізніше виступав у команді «Желєзнічар» (Сараєво). У сезоні 1945/46 був став з командою переможцем регіональної ліги і завоював путівку у найвищий дивізіон. У 1947 році клуб вилетів у нижчий дивізіон, а у 1948 році вилетів у регіональну лігу. Повернувся у 1949 році, вигравши чемпіонат Боснії і Геерцеговини, а потім і фінальний турнір за право участі у другому дивізіоні. Вклад Шаліпура в цей успіх дуже вагомий — він забив 14 голів у 19 матчах і став другим бомбардиром команди. В 1950 році він зіграв лише один матч у чемпіонаті, а загалом зіграв у складі «Желєзнічара» у 1945—1950 роках 39 матчів і забив 20 голів.

## Статистика виступів

### Статистика виступів у кубку Мітропи
| №                      | Розіграш               | Стадія                 | Дата та місце проведення | Команда 1              | Рахунок | Команда 2        | Голи |
| ---------------------- | ---------------------- | ---------------------- | ------------------------ | ---------------------- | ------- | ---------------- | ---- |
| 1                      | 1940                   | 1/4                    | 19.06.1940 Сараєво       | Славія (Сараєво)       | 3:0     | Ференцварош      | 9'   |
| 2                      | 1940                   | 1/4                    | 23.06.1940 Будапешт      | Ференцварош            | 11:1    | Славія (Сараєво) |      |
| Всього у кубку Мітропи | Всього у кубку Мітропи | Всього у кубку Мітропи | Всього у кубку Мітропи   | Всього у кубку Мітропи | 2       |                  | 1    |

## Трофеї і досягнення
- Бронзовий призер чемпіонату Югославії: 1940
- Фіналіст Зимового кубка Югославії: 1939